# نزدیکی (فیلم ۲۰۱۷)
نزدیکی (به روسی: Теснота) یک فیلم درام محصول سال ۲۰۱۷ سینمای روسیه به کارگردانی و نویسندگی کانتمیر بالاگوف است که اولین فیلم بلند خود را آغاز کرد. این فیلم برای رقابت در بخش نوعی نگاه در جشنواره جشنواره فیلم کن ۲۰۱۷ انتخاب شد. در جشنواره کن، هم برنده جایزه فدراسیون بین‌المللی منتقدان فیلم شد.

## داستان
در سال ۱۹۹۸ در نالچیک، ایلانا (ژوونر) ۲۴ ساله در گاراژ پدرش کار می‌کند تا به او کمک کند تا مخارج زندگی خود را تأمین کند. یک روز عصر، خانواده و دوستان بزرگ او گرد هم می‌آیند تا نامزدی برادر کوچکترش دیوید را جشن بگیرند. بعداً در همان شب، زوج جوان ربوده می‌شوند و …

## بازیگران
- دریا ژونر در نقش ایلانا
- اولگا دراگونوا در نقش آدینا
- آرتم تسایپین در نقش آوی
- نذیر ژوکوف در نقش زلیم
- ونیامین کاتز در نقش دیوید
- مایکل آمبورگ در نقش موشه